# Юрген Грабовски
Ю́рген Грабо́вски (на немски: Jürgen Grabowski; 7 юли 1944 — 10 март 2022) — е немски футболист, играл като полузащитник.
Европейски (1972) и Световен шампион (1974). Един от седемте футболиста — носители на пълния комплект награди от световни първенства (сребро през 1966, бронз през 1970 и злато през 1974 години).
Изиграва 441 мача в Бундеслигата, почти всички като титуляр и без смяна.

## Национален отбор
За националния отбор на ФРГ играе в 44 мача в които вкарва 5 гола. Става Европейски и Световен шампион. Первият си мач играе на 4 май 1966 година срещу Ирландия в Дъблин. Мачът завършва с победа 4:0. Последната си среща играе на 7 юли 1974 година срещу Нидерландия (2:1).
Умира на 10 март 2022 във Висбаден на 77 годишна възраст.

## Успехи

### Национални
Айнтрахт (Франкфурт)
- Купа на Германия:
  -  Носител (2): 1973/74, 1974/75

### Международни
- Купа на УЕФА:
  -  Носител (1): 1979/80

- Световно първенство:
  -  Световен шампион (1): 1974

- Европейско първенство:
  -  Европейски шампион (1): 1972

### Лични
- В отбора на сезона на Бундеслигата (8): 1966/67, 1969/70, 1970/71, 1971/72, 1972/73, 1973/74, 1974/75, 1977/78
- Хесенски орден на честта (3 декември 2014)